# Mohammad Ghobadlou
Mohammad Ghobadlou né en 2000, est un citoyen iranien exécuté le 23 janvier 2024 pour sa participation aux manifestations aux consécutives à la mort de Mahsa Amini en 2022. Souffrant de handicap mental, son traitement médical lui est confisqué pendant son incarcération et il est privé de moyen de se défendre durant son procès. Son exécution (ainsi que celle d'autre militants dans des conditions similaires) déclenche une nouvelle vague d'indignation en Iran contre les exécutions politiques de manifestants. 

## Biographie

### Vie privée
Mohammad Ghobadlou est né en 2000 et exerce au moment de son arrestation la profession de coiffeur. Il souffre de trouble bipolaire pour lequel il reçoit un traitement médical.

### Contexte de son arrestation

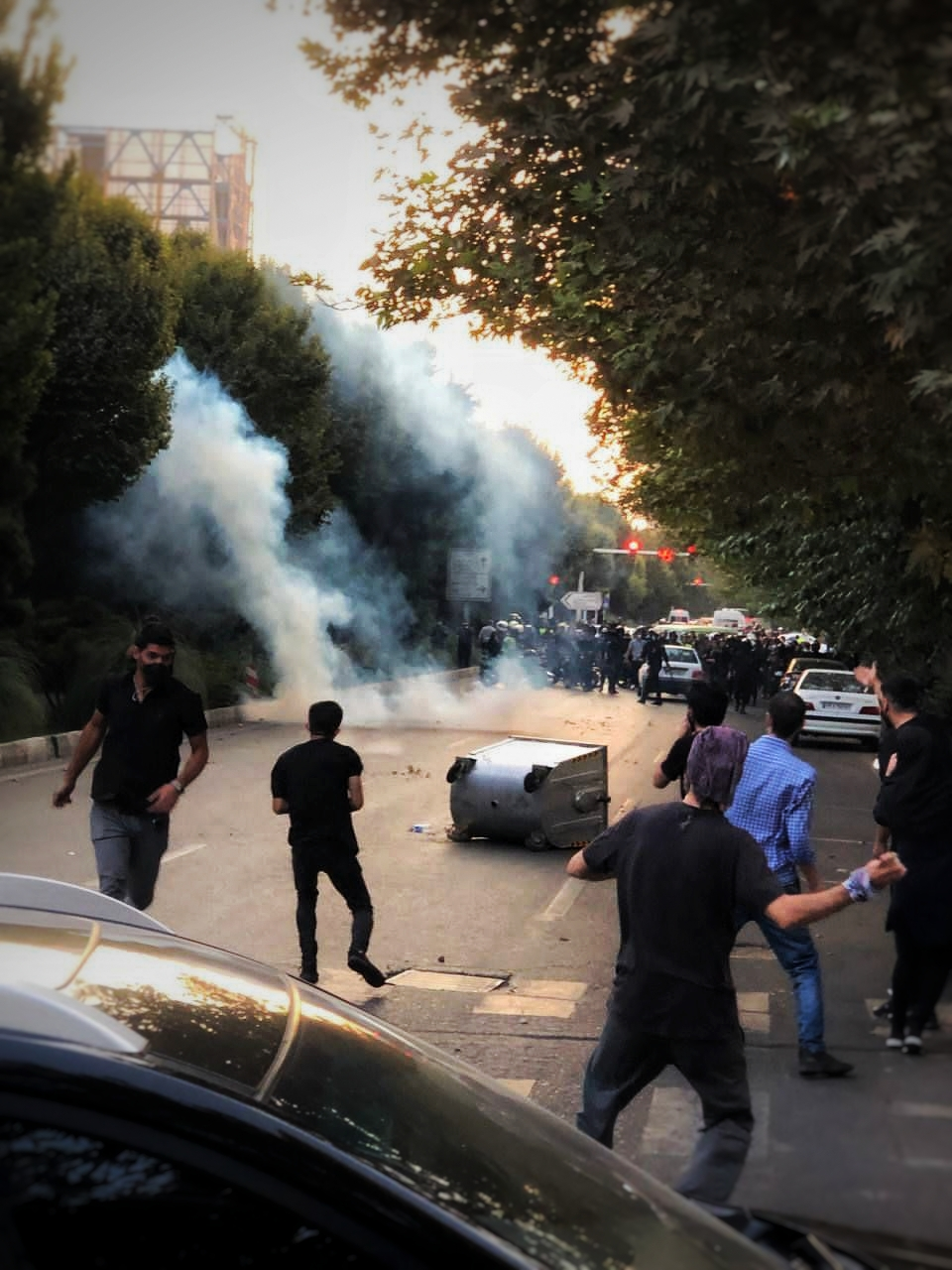
Manifestations consécutives à la mort de Mahsa Amini à Téhéran.

En 2022, d'importantes manifestations font suite à la mort de Mahsa Amini, une Kurde iranienne, décédée le 16 septembre 2022 après avoir été détenue par la « police de la moralité ». Des milliers de manifestants sont arrêtés et des dizaines sont inculpés pour des  délits tels que « Moharebeh » (guerre contre Dieu), ou « Mofsed-e-filarz » (corruption des mœurs) passibles de la peine de mort en Iran,.

### Procès et condamnation
Le 29 octobre 2022, se tient son procès présidé par Abolqasem Salavati surnommé « le juge de la mort ». Le tribunal déboute les deux avocats de Mohammad Ghobadlou et désigne un avocat du « centre d'écoute judiciaire de la République islamique ». Son propre avocat s'oppose fermement à la tenue du procès : de son incarcération jusqu'au jour de l'audience, il n'a accès à aucun document relatif à son dossier. L'accusation ne présente aucune photo, aucun dossier de jurisprudence médicale ni de documents courants,. Il est cependant condamné pour les chefs d'accusation d'« inimitié contre Dieu Moharebeh (« faire la guerre contre Dieu ») ou Mofsed-e-filarz (« corruption des mœurs »),,.
Le régime le prive également des médicaments visant à traiter son trouble bipolaire.

### Rejet de l'appel et exécution
Le 24 décembre 2022, la Cour suprême du régime islamique annonce qu'elle confirme la condamnation à mort de Mohammad Ghobadlou après avoir rejeté son appel.
L'avocat de Ghobadlou annonce le 26 août 2023 qu'à la suite de la confirmation par 50 psychiatres iraniens de la nécessité d'un réexamen plus approfondi du cas de Ghobadlou en raison de sa maladie mentale, la première chambre de la Cour suprême avait annulé la condamnation à mort et renverrait l'affaire à l'une des branches du tribunal pénal 1 de Téhéran.
Malgré cela, la procédure d'exécution est maintenue et Mohammad Ghobadlou est exécuté le 23 janvier 2024.